# Китайская фамилия
Китайская фамилия (син, кит. упр. 姓, пиньинь xìng) — первая часть современного китайского имени. Как правило, состоит из одной (реже двух) морфем. Традиционно является более стабильной частью имени, поскольку в отличие от имени не подвергается изменениям в течение жизни и после смерти (исключение составляет буддийское монашество: постриг обозначает разрыв отношений с семьёй и принятие фамилии Ши 释 — первая морфема в китайской передаче фамилии Шакьямуни).
Стабильность китайских фамилий, их историческое происхождение и частая привязка к географическим названиям привела к тому, что они подверглись канонизации и даже стали пособием по грамотности (см. Сто фамилий). Наиболее распространённые китайские фамилии: Ли (кит. упр. 李, пиньинь Lǐ), Ван (кит. упр. 王, пиньинь Wáng), Чжан (кит. упр. 张, пиньинь Zhāng):164.

## Исторические модификации
Как и в западных странах, фамилия первоначально была уделом монарха и аристократии. Сложность развития единой фамилии связана с возникновением кланов и необходимостью в дополнительном понятии, «ши» (shì zh:氏): названии клана, возводящего своё происхождение к предку определённой фамилии. После династии Хань различие между фамилией и кланом исчезло.

## Разновидности
Происхождение наиболее популярных китайских фамилий исторически мотивировано: например, правящий дом династии Тан жаловал собственную фамилию (Ли) 李 в качестве особой почести. Фамилия Лю 劉/刘 получила известность как знак принадлежности к императорскому роду династии Хань. Династии Тан и Хань, при которых Китай значительно разросся, способствовали распространению законных носителей фамилии; однако это мотивировало охотников присвоить эти фамилии как знак родовитости, или как минимум как знак принадлежности к китайскому этносу. Кроме того, в Тан практиковалось почётное жалование императорской фамилии за выдающиеся заслуги перед династией.
Фамилия правящего рода династии Сун была Чжао 趙. Высокая культура периода Сун послужила катализатором последующего распространения фамилии в центральном Китае. Турбулентные периоды, следовавшие за падением трех упомянутых династий, позволяли мифологизацию вокруг некогда знаменитых (и, соответственно, табуированных) фамилий. Ассоциирование фамилии самого основателя династии Тан с фамилией Лао-цзы наглядно демонстрирует принцип подобной мифологизации.
Значительную часть популярных китайских фамилий составляют названия царств доимперского периода (многие из них в свою очередь служили символом легитимации для конкурирующих кланов в периоды раздробленности): напр. Чэнь 陳/陈, У 吳/吴 и др.

## Передача в других языках
Множество китайских фамилий, в оригинале различаемых при помощи тона и/или написания, становятся омонимичными при транслитерации (см. примеры в категории). С другой стороны, диалектическое произношение фамилии, переданное азбукой, может существенно отличаться от её стандартного произношения.